# Ludovic (opéra)
Pour les articles homonymes, voir Ludovic (homonymie).
 (octobre 2022).
La mise en forme du texte ne suit pas les recommandations de Wikipédia : il faut le « wikifier ».
Les points d'amélioration suivants sont les cas les plus fréquents :
- Les titres sont pré-formatés par le logiciel. Ils ne sont ni en capitales, ni en gras.
- Le texte ne doit pas être écrit en capitales (les noms de famille non plus), ni en gras, ni en italique, ni en « petit »…
- Le gras n'est utilisé que pour surligner le titre de l'article dans l'introduction, une seule fois.
- L'italique est rarement utilisé : mots en langue étrangère, titres d'œuvres, noms de bateaux, etc.
- Les citations ne sont pas en italique mais en corps de texte normal. Elles sont entourées par des guillemets français : « et ».
- Les listes à puces sont à éviter, des paragraphes rédigés étant largement préférés. Les tableaux sont à réserver à la présentation de données structurées (résultats, etc.).
- Les appels de note de bas de page (petits chiffres en exposant, introduits par l'outil «  Source ») sont à placer entre la fin de phrase et le point final[comme ça].
- Les liens internes (vers d'autres articles de Wikipédia) sont à choisir avec parcimonie. Créez des liens vers des articles approfondissant le sujet. Les termes génériques sans rapport avec le sujet sont à éviter, ainsi que les répétitions de liens vers un même terme.
- Les liens externes sont à placer uniquement dans une section « Liens externes », à la fin de l'article. Ces liens sont à choisir avec parcimonie suivant les règles définies. Si un lien sert de source à l'article, son insertion dans le texte est à faire par les notes de bas de page.
- La présentation des références doit suivre les conventions bibliographiques. Il est recommandé d'utiliser les modèles {{Ouvrage}}, {{Chapitre}}, {{Article}}, {{Lien web}} et/ou {{Bibliographie}}. Le mode d'édition visuel peut mettre en forme automatiquement les références.
- Insérer une infobox (cadre d'informations à droite) n'est pas obligatoire pour parachever la mise en page.

Pour une aide détaillée, merci de consulter Aide:Wikification.
Si vous pensez que ces points ont été résolus, vous pouvez retirer ce bandeau et améliorer la mise en forme d'un autre article.
Ludovic est un opéra-comique en deux actes sur un livret de Jules-Henri Vernoy de Saint-Georges. L'œuvre, dont la musique était restée inachevée à la mort de Ferdinand Hérold, est achevée par son adjoint à l'Opéra-Comique, Fromental Halévy. Hérold n'avait écrit que l'ouverture, quatre numéros et le début du finale de l'acte 1,.
L'intrigue a ensuite été retravaillée par Halévy et Saint-Georges pour l'opéra Le Val d'Andorre (1847).
Chopin a écrit un ensemble de variations en si bémol majeur, Variations brillantes, Op.12 (1833), sur l'air Je vends des scapulaires de l'acte 1.

## Historique des performances
L'opéra est créé par l'Opéra-Comique à la Salle de la Bourse le 16 mai 1833, cinq mois après la mort d'Hérold. L'œuvre atteint les 70 représentations à la fin de l'année 1834, ce qui en fait un succès modeste qui a jeté les bases de la carrière d'Halévy.

## Rôles
| Rôle                                   | Type de voix | Distribution du 16 mai 1833 |
| -------------------------------------- | ------------ | --------------------------- |
| Ludovic                                | ténor        | Louis-Augustin Lemonnier    |
| Nice                                   | soprano      | Marie Massy                 |
| Gregorio                               | baryton      | Vizentini                   |
| Francesca                              | soprano      | Félicité Pradher            |
| Scipion                                | basse        |                             |
| Agriculteurs et agricultrices, soldats |              |                             |

## Synopsis
L'action prend place dans la ferme de Francesca, dans le village d'Albano, près de Rome.
Les personnages principaux sont Ludovic, un agriculteur corse; Francesca, propriétaire de la ferme qu'il gère; et son cousin Gregorio. Alors que Francesca est sur le point d'épouser Gregorio, Ludovic lui tire dessus et est condamné à mort. Francesca se remet de ses blessures et se rend compte qu'elle aime Ludovic.